# Cà di Can
La Cà di Can (Casa dei cani in dialetto milanese) era un edificio di Milano situato in corrispondenza dell'attuale piazza Missori.

## Storia e descrizione
Il palazzo, voluto da Bernabò Visconti nel XIV secolo quale sede politica e residenza della famiglia, fu eretto sul luogo della vecchia canonica della chiesa di San Giovanni in Conca, già cappella palatina della famiglia.

Il nome venne attribuito al palazzo dal popolino milanese per la smodata passione cinofila di Bernabò che vi alloggiava i suoi numerosi mastini e segugi per la caccia. Molti altri cani del Visconti erano inoltre forzosamente distribuiti presso i sudditi milanesi e precise leggi comminavano pene molto severe per chiunque osasse danneggiare in qualsiasi maniera i cani dei tiranno. 
Alla presa di potere del nipote Gian Galeazzo Visconti il palazzo fu lasciato in preda al popolo che lo saccheggiò e lo danneggiò. Dopo questo avvenimento, il palazzo risulta sempre in possesso della famiglia Visconti, fino a quando ciò che rimaneva del palazzo fu definitivamente distrutto da un incendio nel XIX secolo: ricostruito dalla famiglia Carli, commercianti di seta, il palazzo fu acquistato dal Comune di Milano nel 1946 e demolito per far spazio all'attuale Hotel dei Cavalieri.